# K.A. Wieth-Knudsen
Knud Asbjørn Wieth-Knudsen (født 8. januar 1878 i København, død 22. februar 1962 i Hellerup) var en dansk forfatter, nationaløkonom og komponist, far til Dietrich Anselmo Wieth-Knudsen.

## Uddannelse og akademisk karriere
Wieth-Knudsen blev student fra Metropolitanskolen 1897, vandt Københavns Universitets guldmedalje for en prisopgave 1900, blev cand. polit. 1902 og dr.polit. i 1908 på afhandlingen Formerelse og Fremskridt. Han var kontorchef i det internationale landbrugsinstitut i Rom 1909-13, privatdocent ved universitetet i København fra 1. februar 1914, forelæser i sociologi fra 1948 og var lektor i alm. økonomi ved Den Kgl. Veterinær- og Landbohøjskole 1920-22.
Han var slutteligt professor i socialøkonomi, finansvidenskab og retslære ved Norges tekniske højskole i Trondheim 1921-1941. Samtidig var han i årene 1924 til 1942 dansk konsul i byen.

## Komponist
I 1924 udgav han bogen Feminismen – En sociologisk Studie over Kvindespørgsmaalet fra Oldtid til Nutid'. Det var dog musikken, der blev hans store metier.
I sine ungdomsår fik han undervisning i klaverspil af Dagmar Wieth. Senere lærte han også at spille klarinet. Han blev derpå musikelev hos Otto Malling, hvorefter han studerede i både Tyskland, Italien og Frankrig.
Senere blev Wieth-Knudsens første værk opført i Danmark under pseudonymet Niels Knudsen, da han var bange for, at det ville skade hans videnskabelige ry, hvis han offentligt fremstod som komponist. Siden udgav han over 100 kompositioner og i 1928 skrev han den omdiskuterede bog Den europæiske Musiks Skæbnetime.

## Synspunkter
Efter 2. verdenskrig blev Wieth-Knudsen meget upopulær i Danmark, fordi han i 1930'erne havde rost nazismen, som han anså for det eneste middel i kampen mod kommunisme.
Wieth-Knudsen var også indædt modstander af feminismen og havde derfor flere sammenstød med forfatteren Thit Jensen. Det mest berømte er nok, da Jensen under en af Wieth-Knudsens forelæsninger om feminisme rejste sig op og råbte: "Nu går De for vidt, Wieth", hvortil Wieth-Knudsen svarede: "Det gør De så tit, Thit."

## Hæder
- Medlem af Det Kongelige Norske Videnskabers Selskab 1927
- Ridder af Dannebrog 1928
- Æresmedlem af »Dresdner Lieder-tafel« 1939
- Medlem af Institut International de Finances publiques Paris 1947
- Æresmedlem af Det norske Studentersamfund i Trondheim

## Udvalgte kompositioner
- Den evige Gaade (opera 1932)
- Violinkoncert (1939)
- Kvartet for 4 klarinetter (1947)
- Skæbnenatten (kammeropera 1952)
- Viben Peter (opera 1952)
- Danske Musikbilleder (orkestersuite 1958)
- Syv Ungepigesange (sangcyklus 1960) (med tekster af Thor Lange)
- Aarstiderne (sangcyklus 1960) (med tekster af Vita Winther)
- Babelstaarnet (ballade til klaver- eller messingkvintet 1960)
- Romance (romance 1961)